# جغارغ
جغارغ هي قرية في مقاطعة خور وبيابانك، إيران. يقدر عدد سكانها بـ 44 نسمة بحسب إحصاء 2016.